# Küchengirl

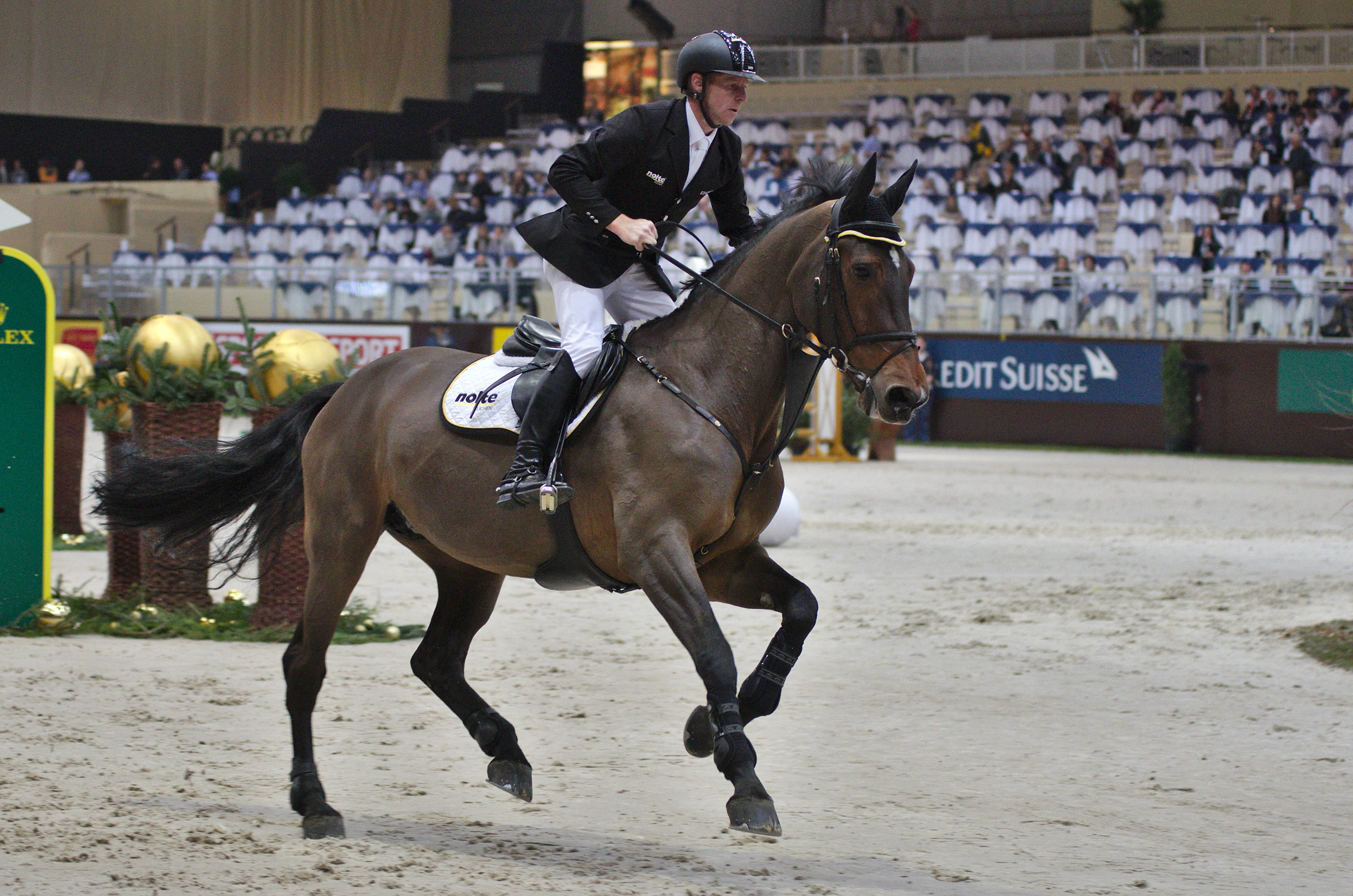
Noltes Küchengirl geritten von Marcus Ehning beim CHI in Genf 2013

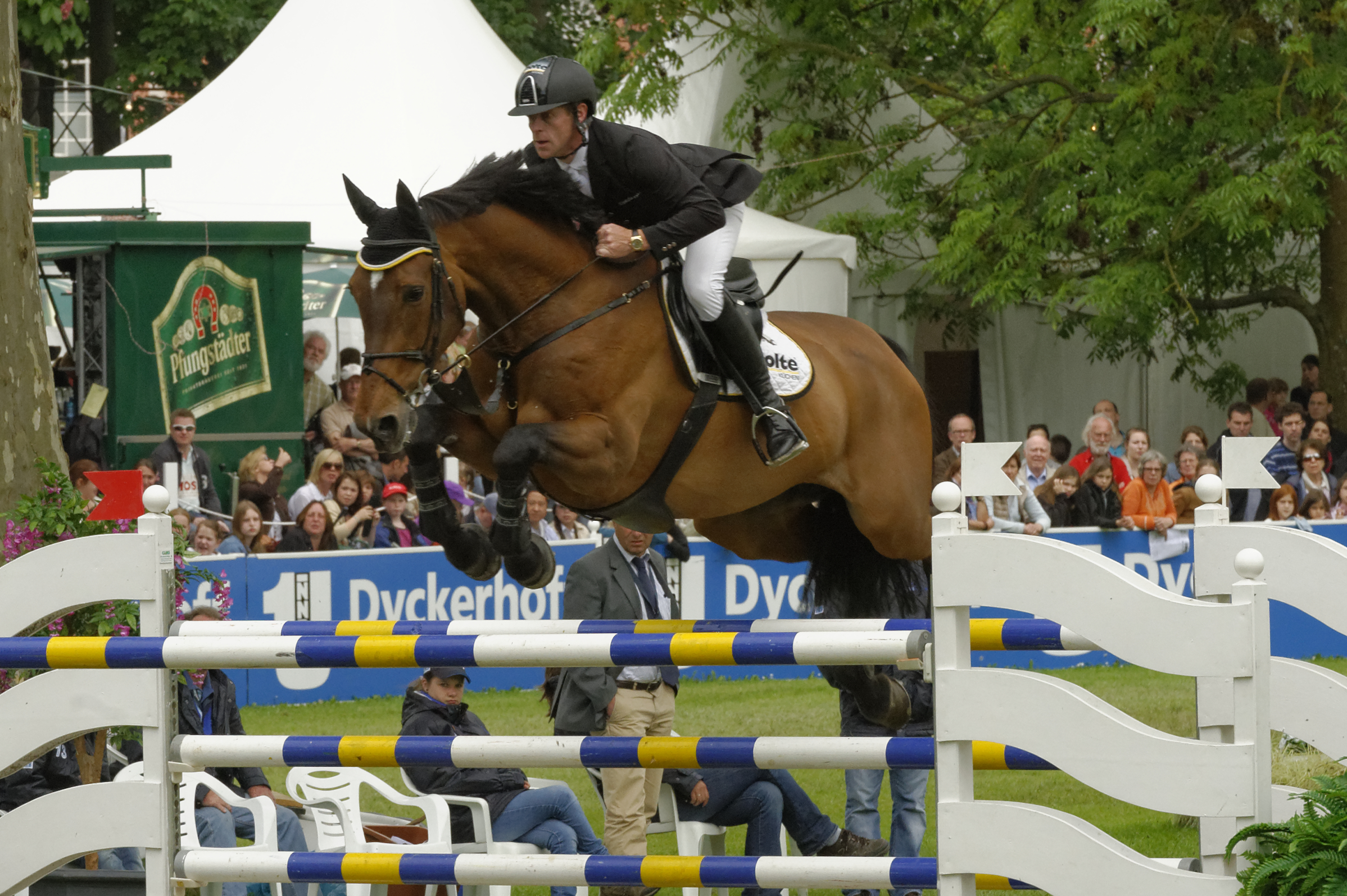
Noltes Küchengirl beim Internationalen Pfingstturnier in Wiesbaden 2013

Küchengirl (* 8. Mai 1997; † 5. November 2023, Sponsorenname Noltes Küchengirl) war ein deutsches Springpferd. Mit ihrem Reiter Marcus Ehning gewann sie das Weltcupfinale 2010 in Genf.

## Abstammung
Die braune Stute wurde am 8. Mai 1997 von der deutschen Züchterin Eva-Maria Schmid gezogen und erhielt den Namen „Lord's fantastic Mouse“. Sie hatte ein Stockmaß von 160 cm. Sie stammte von dem Holsteiner Lord Z und aus der KWPN-Stute Andante von Cambridge Cole und war als Bayerisches Warmblut eingetragen.

## Sportlaufbahn
Ihre Sportlaufbahn begann sie unter dem Namen Lord's Classic mit Johannes Ehning. Ab 2006 startete sein Bruder Marcus Ehning mit der Stute unter dem neuen Namen Noltes Küchengirl, benannt nach der Besitzerin aus dem Eigentümerkreis des Küchen- und Möbelherstellers Nolte-Group.
Im gleichen Jahr war Küchengirl Teil der deutschen Equipe, welche die Bronzemedaille bei den Weltreiterspielen 2006 gewann.
Auch 2010 war sie in glänzender Form und gewann die Einzelgoldmedaille beim Weltcupfinale in Genf. In Lexington gewann sie bei den Weltreiterspielen mit der deutschen Equipe die Goldmedaille.
Im Oktober 2012 hatte sie Platz 225 auf der WBFSH Weltrangliste für Springpferde inne, im Oktober 2013 hielt sie auf Platz 122.
Küchengirl  wurde im Februar 2014 im Alter von 17 Jahren vom Sport verabschiedet und widmete sich seitdem ihrer neuen Aufgabe als Zuchtstute bei Marcus Ehning. Ihre Lebendgewinnsumme beträgt 1 150 228 €.
Am 5. November 2023 verstarb sie auf der Anlage von Marcus Ehning im Alter von 26 Jahren.

## Zuchtlaufbahn
Im Februar 2015 bekam sie ein braunes Hengstfohlen  von Comme Il faut, einem Hengst, der von Ratina Z abstammt. Ihr Erstgeborenes erhielt den Namen Comme sa  Mère. 2016 bekam sie ein braunes Stutfohlen von dem KWPN-Hengst Plot Blue, das Plot's Princess getauft wurde. 2017 brachte sie im Alter von 20 Jahren einen braunen Sohn von For Pleasure zur Welt, der den Namen For George erhielt. Ihr viertes Fohlen, ein brauner Hengst mit Namen San Classic von 2018 stammt von Sandro Boy. Im Juni 2019 brachte sie weiters Fohlen von Sandro Boy, eine braune Stute.
Auch ihre Nachkommen konnten bislang einige sportliche Erfolge verzeichnen.